# مارتن شونجور
مارتن شونجور (بالألمانية: Martin Schongauer)‏ (نحو 1450–53، كولمار - 2 فبراير 1491، برايزاخ)، المعروف أيضًا باسم مارتن شون (مارتن الجميل) أو هيوبش مارتن (مارتن البهيّ) بين معاصريه، كان نقّاشًا (فنان نقش) ورسّامًا ألزاسيًا. وأهم طبَّاع في شمال جبال الألب قبل آلبرخت دورر، الفنان الأصغر الذي قام بجمع أعماله. يُعد شونجور أول مصور ألماني يكون نقاشًا مهمًا، إلا أنه كان لديه فيما يبدو خلفية عائلية وتدريب في مجال صياغة الذهب وهو ما كان معتادًا بين النقاشين الأوائل.
الجزء الأكبر من إنتاج شونجور الباقي هو 116 نقشًا، كلها موقعة بحروف اسمه الأولى ولكنها ليست مؤرخة، والتي كانت معروفة جيدًا ليس في ألمانيا فقط، ولكن في إيطاليا أيضًا بل وشقت طريقها إلى إنجلترا وإسبانيا. يقول فاساري أن ميكيلانجيلو قام بنسخ أحد نقوشه في لوحته محاكمة سانت أنتوني. لا يُظهر أسلوبه أي تأثير إيطالي، بل قوطي منظم وواضح جدًا، مستمد من كل من التصوير الألماني والهولندي المبكر.
تنسب إليه دراسة حديثة 116 نقشًا، بناءً على عمل ماكس ليرز، وأخرى نسخها فنانين آخرين (بما في ذلك توقيعه بحروف اسمه الأولى)، كما كان شائعًا في هذه الفترة. قام معاصره صاحب الإنتاج الغزير إسرائيل فان مكنيم بعمل نسخ مقاربة (مطابقة) ل 58 نقشًا من نقوشه، أي نصف إنتاج شونجور بالضبط، واستوحى زخارفًا أو أشكالًا من أخرى، وقام كذلك على ما يبدو بنقش بعض الرسومات المفقودة الآن.
هناك بعض الرسومات الدقيقة (الجميلة)، بعضها مؤرخة وموقعة بحروف اسمه الأولى، وعدد قليل من اللوحات الزيتية واللوحات الجصية الجدارية باقية له.

## سيرته الشخصية
ولد شونجور نحو 1450–53 14في كولمار، الألزاس، ثالث أربعة أو خمسة أبناء لكاسبر شونجور، وهو صائغ وأرستقراطي من أوغسبورغ انتقل إلى كولمار نحو العام 1440؛ أصبح كاسبر سيد نقابة الصاغة عام 1445، والذي ربما تطلَّب إقامة لمدة خمس سنوات. يُفترض أنه قد علم ابنه فن النقش، وهو مهارة مميزة وصعبة استخدمها الصاغة لفترة طويلة في نقش الآنية المعدنية. عمل اثنان من إخوته صائغي ذهب في كولمار، بينما أصبح آخر مصورًا هو أيضًا. كولمار موجودة الآن في فرنسا ولكنها كانت آنذاك جزءًا من الإمبراطورية الرومانية المقدسة والبلاد المتحدثة باللغة الألمانية.
في سياق غريب بالنسبة لفنان قوطي أو من عصر النهضة، أُرسِل إلى الجامعة، بقصد تحويله إلى كاهن أو محامٍ على ما يبدو، وقُبل في جامعة لايبزيغ عام 1465، ولكن يبدو أنه تركها بعد عام. في هذا الوقت غالبًا ما كان الطلاب يبدأون الجامعة في سن الثانية عشرة أو الثالثة عشرة. اعتُقد عادةً أنه تدرب ليكون نقاشًا على يد المعلم إي.إس.، ولكن يشك الباحثون الآن في ذلك، يرجع ذلك جزئيًا إلى أن مطبوعات شونجور استغرقت بعض الوقت لكي تتطور تقنيًا إلى ما يجب أن يكون تلميذ المعلم إي. إس. قد تعلمه بالفعل.
يُعتقد أنه قد تدرب ليصبح مصورًا على يد معلم كولمار المحلي الرئيسي كاسبر إيسنمان (المتوفى عام 1472)، وكان جارًا لوالديه، والذي كان متأثرًا بشكل كبير بالتصوير الهولندي المبكر لروجير فان در فايدن وآخرين، وربما يكون قد درس في هولندا، وتعكس صور شونجور القليلة الباقية هذا. كان هذا على الأرجح نحو عام 1466 و1469؛ إذ سُجلت عودته إلى كولمار عام 1469. ربما سبقه أخوه الأكبر لودفيج شونجور إلى ورشة العمل التدريبية تلك.
تُظهر نقوشه السابقة أيضًا تأثيرات واضحة من مختلف المصورين الهولنديين الأوائل، مما يشير إلى أنه اتبع النمط التقليدي لسفر التجوال في نهاية تدريبه. فإحدى رسوماته، المُؤرخَّة بعام 1469، هي نسخة من شخصية يسوع في لوحة مذبح كنيسة بون لروجير فان در فايدن، ويُفترض أنه قد رسمها أمام اللوحة. تشير تفاصيل الأزياء المختلفة، والنباتات الغريبة، في لوحته عن الاستراحة أثناء الرحلة إلى مصر وفقًا لبعض الباحثين أنه قد زار إسبانيا أيضًا، وربما البرتغال.
عاد إلى كولمار وأنشأ ورشة عمل بحلول عام 1471، عندما وضعت المكافآت من أجل تصوير لوحة مذبح للكنيسة الدومينيكية هناك، والتي في المتحف الآن وتُعتبر من إنتاج ورشة عمل كاملة. كانت لوحته مادونا (العذراء) في حديقة الورود، المؤرخة بعام 1473 (لوحته المؤرخة الوحيدة)، معروضة لفترة طويلة في الكنيسة في كولمار، المصنوعة لأجلها، لكنها نُقلت إلى الكنيسة الدومينيكية القريبة عام 1973. ويتوافق أسلوبها مع أقدم نقوشه، التي وُضعت في تسلسل على أساس التقنية والأسلوب متفق عليه على نطاق واسع، إذ يظهر كلاهما تطورًا كبيرًا. في بعض الحالات، توفرت صورة عن التطور النهائي في نسخٍ من مُختلف الوسائط يمكن تأريخها.
اقتصاديات الطباعة في القرن الخامس عشر غير واضحة، فرغم أن مطبوعاته نشرت شهرته على نطاق واسع في جميع أنحاء أوروبا، إلا أنه ربما كان يعتمد بدرجة أكبر على الدخل من «مهنته الرئيسية» في التصوير.
تُوفي في برايزاخ عام 1491، ربما قبل بلوغه سن الأربعين. حيث كان منهمكًا منذ عام 1488 في تصوير لوحة كبيرة للحكم الأخير (يوم الحساب) في الكاتدرائية هناك، وقد سُجِّل كمواطن هناك في يونيو 1489. كانت هذه أكبر لوحة جدارية شمال جبال الألب، وتركها غير مكتملة عند وفاته.
في العام التالي، سافر دورر، في سنوات تجوله، إلى كولمار ولم يقابله، إذ وجده قد مات. كان دورر معجبًا يجمع رسوماته وبالتأكيد مطبوعاته أيضًا. تتضمن مطبوعاته الخاصة بالرحلة إلى مصر، في سلسلته عن حياة العذراء، نفس شجرتي شونجور الغريبتين (الملفتتين)، في تعبير عن إجلاله له. في ألمانيا، اعتُبر دورر، التي أصبحت مطبوعاته معروفة على مدار العقد التالي، زعيمًا للتقليد الذي هيمن عليه شونجور لمدة عشرين عامًا.
من بين تلاميذه هانز بورغكمير الأكبر، المصور ومصمم الكليشيهات الخشبية (ولكن ليس النقوش) المقيم في أوغسبورغ، والذي كان يدرس لديه من 1488 إلى 1490. تُعد لوحة الصورة الشخصية لشونجور، مع شعار النبالة أعلى اليسار، غير معتادة بالنسبة لفنان من القرن الخامس عشر، ولكن يبدو أن اللوحة الموجودة الآن في ميونخ قد صُنعت بعد وفاته، وربما تكون نسخة من رسم أو لوحة مصنوعة في التاريخ الذي على اللوحة، وهو عام 1483. تُنسب هذه اللوحة إلى هانز بورغكمير الأكبر، وقد يكون الأصل المفقود صنعه والده، ثومان بورغكمير، الذي يُحتمل بشكل كبير أنه قد قابل شونجور في أوغسبورغ، حيث سُجِل شونجور كزائر على الأقل.
لطالما اعتُبر تلميذ آخر لشونجور، وهو المصور أورباين هوتر، المنشئ الرئيسي للوحة مذبح بول، وهو عمل مقارب جدًا في التصميم والتنفيذ لنقوش شونجور وإنتاج ورشة شونجور للتصوير. يفترض أن بعض النقاشين التي كانت مطبوعاتهم عادةً نسخًا من نقوش شونجور، وتكويناتهم الأصلية قريبة من أسلوبه، تلاميذ له. من بينهم المعلم آي. إي.، التي نسب له ليرز 55 مطبوعة، و31 استنساخًا لنقوش معلمه (شونجور)، والمعلم بي.إم.، و المعلم إيه.جي، الذي يُنسب إليه 34 مطبوعة، و 13 استنساخًا لنقوش معلمه.